# 清久大池

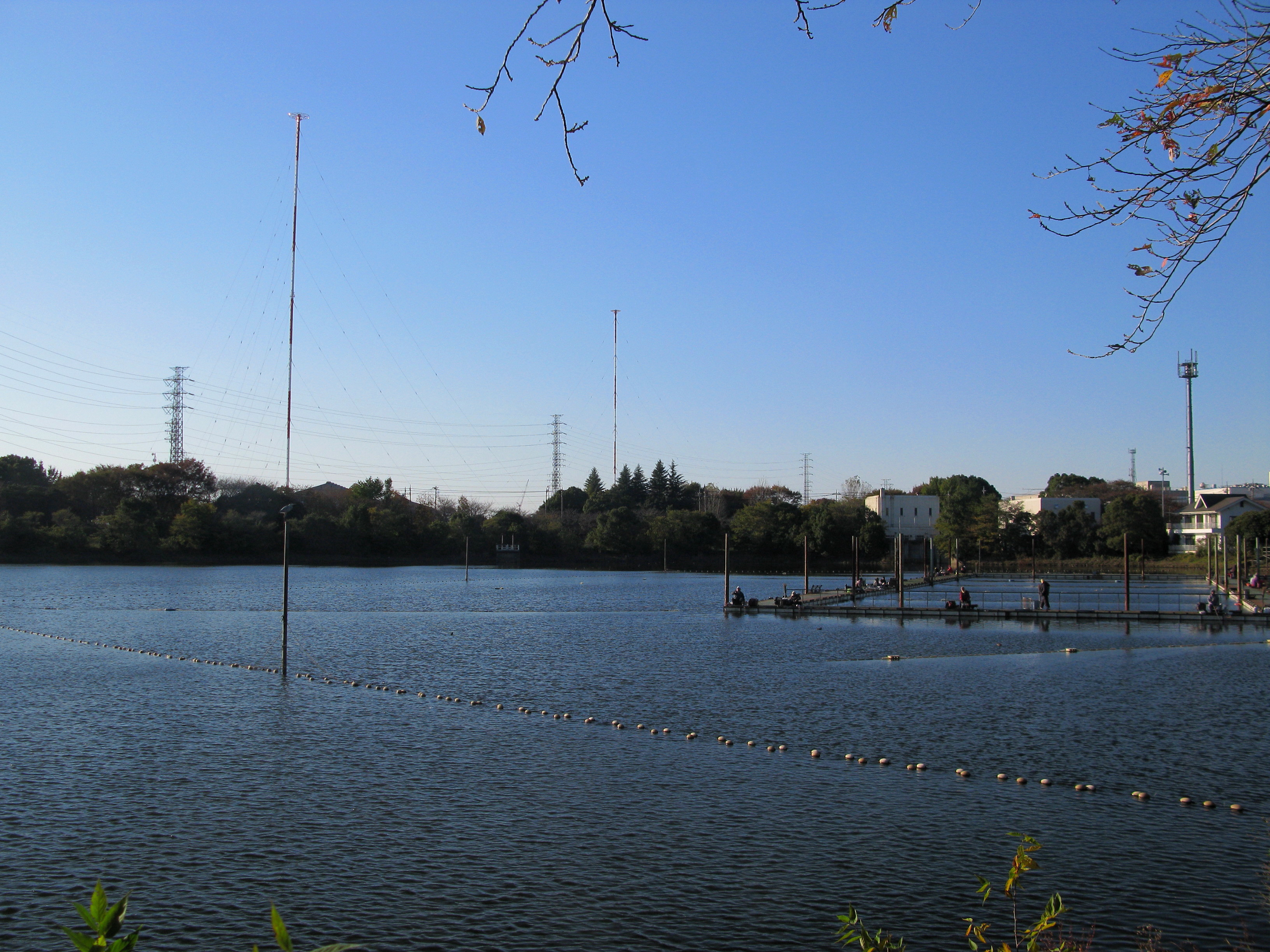
清久大池（2011年11月）

清久大池（きよくおおいけ）は、埼玉県久喜市に所在する、清久工業団地内の人工池である。

## 概要
旧日本住宅公団が首都圏整備計画に基づき清久工業団地の造成事業を行い、それとともに開発された。同時期に清久公園（清久大池の北西）も造成され1981年（昭和56年）に公園等が完成した。清久工業団地のほぼ中央に位置している清久大池は西側にある清久西池の水と共に工業用水として利用されているうえ、へら鮒釣りの市営釣り場がある。備前前堀川と水路で接続している。西側の清久さくら通り沿いには桜の木が植樹されており、花期には久喜市内の桜名所の1つとなる。

## 施設等
- 市営釣場（へら鮒）
  - 釣り座 - 240人分（浮き桟橋方式）
- 所在地 - 久喜市清久町39番地